# Marcantonio Mambelli
Marcantonio Mambelli, detto il Cinonio (Forlì, 18 giugno 1582 – Ferrara, 24 ottobre 1644), è stato un letterato e gesuita italiano, noto per aver scritto Osservazioni sulla lingua italiana, testo considerato la prima grammatica dedicata non tanto al "volgare", ma propriamente alla lingua italiana.

## Biografia
Nato a Forlì da genitori della vicina Meldola, all'età di 24 anni entrò nella Compagnia di Gesù. Membro della prestigiosa Accademia dei Filergiti, assunse il soprannome di Cinonio («utile a tutti»).
Le Osservazioni sulla lingua italiana sono l'opera per la quale è maggiormente ricordato. Mambelli cominciò a scriverla a Palermo, nel locale convento dei gesuiti. Fin dall'inizio articolò il lavoro in due libri: Trattato de' Verbi e Trattato delle Particelle. Quando l'opera era conclusa e quasi pronta per la stampa, fu inviato dai propri superiori prima a Roma e poi in Germania, dove rimase circa dieci anni.
Al suo ritorno, nel 1644 diede alle stampe la parte seconda, ovvero il Trattato delle Particelle cioè l'articolo, il pronome, l'avverbio, la preposizione, la congiunzione, e l'interiezione. Le sue cagionevoli condizioni di salute gli impedirono di dare luce alla prima parte, concernente i Verbi. Morì a Ferrara il 24 ottobre 1644. L'Accademia dei Filergiti incaricò Alessandro Baldraccani di curare la pubblicazione della prima parte dell'opera. Dopo la morte di Baldraccani, l'incarico passò a Giacomo Giandemaria, con il quale vide la luce nel 1685. Giandemaria unì al testo originale le annotazioni approntate a suo tempo dal Baldraccani.
Nel 1709 e nel 1711 a Ferrara uscì, a cura di Girolamo Baruffaldi, l'opera completa, in due volumi. Il tomo primo era sulle Particelle, il tomo secondo sui Verbi. Questo ordine, inverso rispetto all'originale, si impose come canonico anche nelle edizioni successive.
Mambelli scrisse anche una raccolta di liriche in latino, Aci, e l'operetta erudita Vindicie (sulle contese tra Palermo e Catania), dedicata a Sant'Agata, di cui era devotissimo.

## Opere
- Marco Antonio Mambelli, Delle osseruazioni della lingua italiana del Cinonio accademico Filergita parte prima. Contenente il trattato de' verbi con l'aggiunta delle annotazioni del sig. caualier Alessandro Baldraccani, Forlì, per Gioseffo Selua, 1685 (postumo). URL consultato il 12 aprile 2019.
- Marco Antonio Mambelli, Delle osseruationi della lingua italiana, dal Cinonio academico Filergita, raccolte in gratia d'vn predicator siciliano, parte seconda, Ferrara, per Giuseppe Gironi stampatore episcop., 1644. URL consultato il 12 aprile 2019.